# Friedrich von Perneck

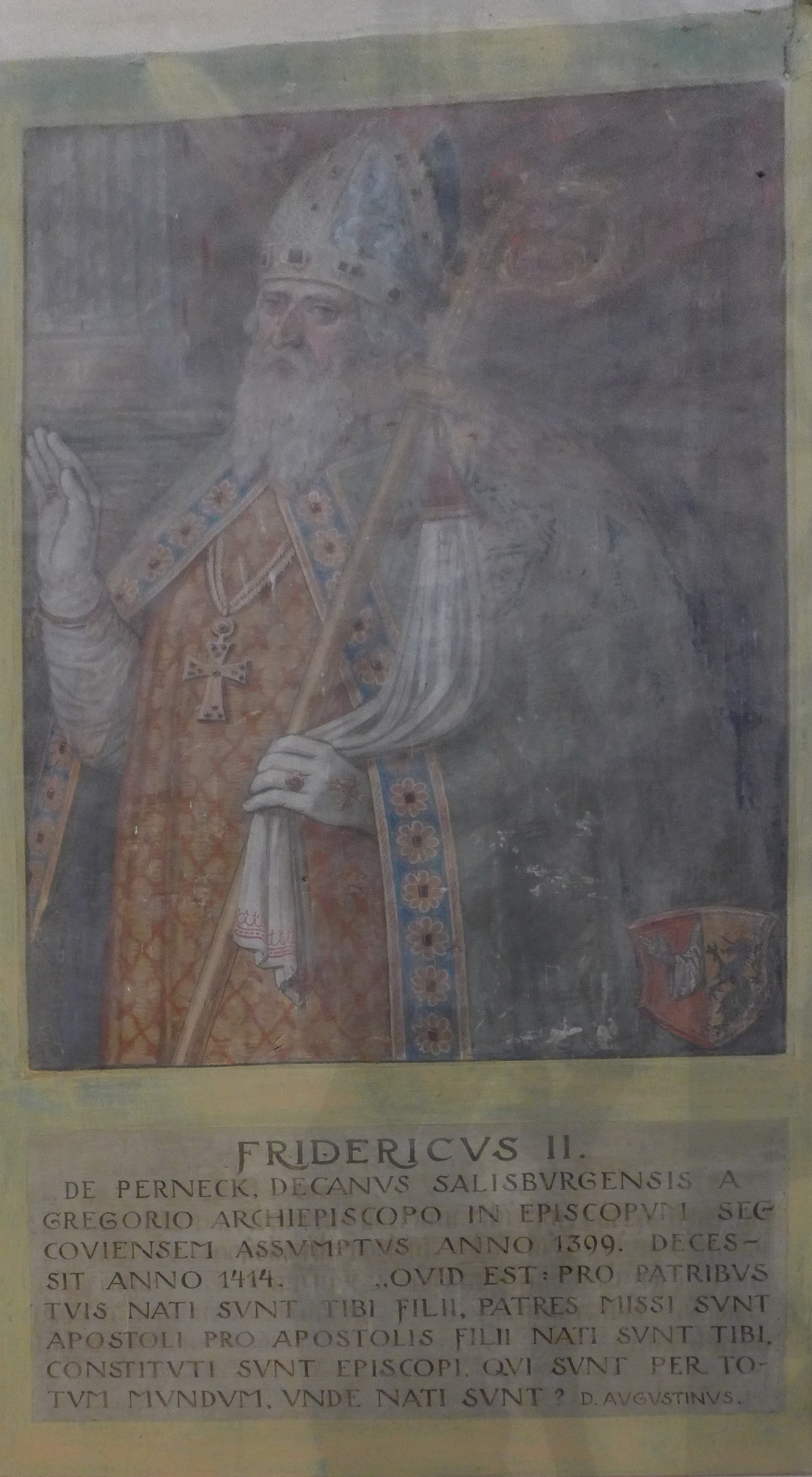
Halbfigurenportrait Bischof Friedrich II. von Perneck, Basilika Seckau, Bischofskapelle (Darstellung um 1595)

Friedrich von Perneck (auch Pernegg; † 12. September 1414) war als Friedrich II. Bischof von Seckau.

## Leben
Friedrich von Perneck entstammte einem steirischen Rittergeschlecht aus Pernegg bei Bruck an der Mur, ein Verwandter Rudolf von Perneck war steirischer Landeshauptmann, sein Bruder Eckhart war Bischof von Chiemsee. Von 1385 bis 1399 war Friedrich Domherr von Salzburg, 1392 bis 1392 Domdechant. In dieser Zeit führte er einen Streit mit dem Dompropst und späteren Erzbischof Gregor Schenk von Osterwitz um die Dompropstei. Die Sache wurde zwar zugunsten des Dompropstes entschieden, Friedrich von Perneck wurde nach dessen Wahl zum Erzbischof in einem Vergleich aus dem Jahr 1396 das nächste frei werdende Bistum zugesichert. Daraufhin begann er in Prag und Wien Rechtswissenschaften zu studieren.
Noch zu Lebzeiten des kränkelnden Seckauer Bischofs Johann von Neuberg wurde Perneck am 23. Mai 1399 zu dessen Koadjutor und Nachfolger bestimmt, am 16. September 1399 folgte die päpstliche Bestätigung.
Über die Regierungszeit Pernecks ist nur wenig bekannt. 1399 anerkannte er durch seine Zustimmung zum Gerichtsprivileg Herzog Wilhelms dessen Gerichtshoheit über das Bistum Seckau. 
Bischof Friedrich II. verstarb am 12. September 1414, er wurde vermutlich in der Basilika der Abtei Seckau beigesetzt. Der durch Bischof Ulrich von Albeck wiederverwendete Grabstein ist in der Gnadenkapelle erhalten.